# El coche eléctrico
El coche eléctrico es una historieta de la serie de Mortadelo y Filemón creada en el año 2013 por el historietista español Francisco Ibáñez.

## Trayectoria editorial
Se publicó en formato álbum en el número 155 de Magos del Humor en abril de 2013.

## Argumento
Mortadelo y Filemón deben probar los nuevos modelos de coche eléctrico ideados por el profesor Bacterio y demostrar la seguridad de los mismos a los posibles inversores interesados en el invento, entre los que se encuentra un jeque árabe que secretamente quiere destruirlo para asegurar la supremacía del petróleo.
Los coches utilizados para las pruebas son un coche de choque de la feria, un Seat 600 y el coche de la portada.

## Alusiones
En la viñeta 3 de la página 10 se hace una referencia a Iznogud el infame.